# Dälje stenhuggarby

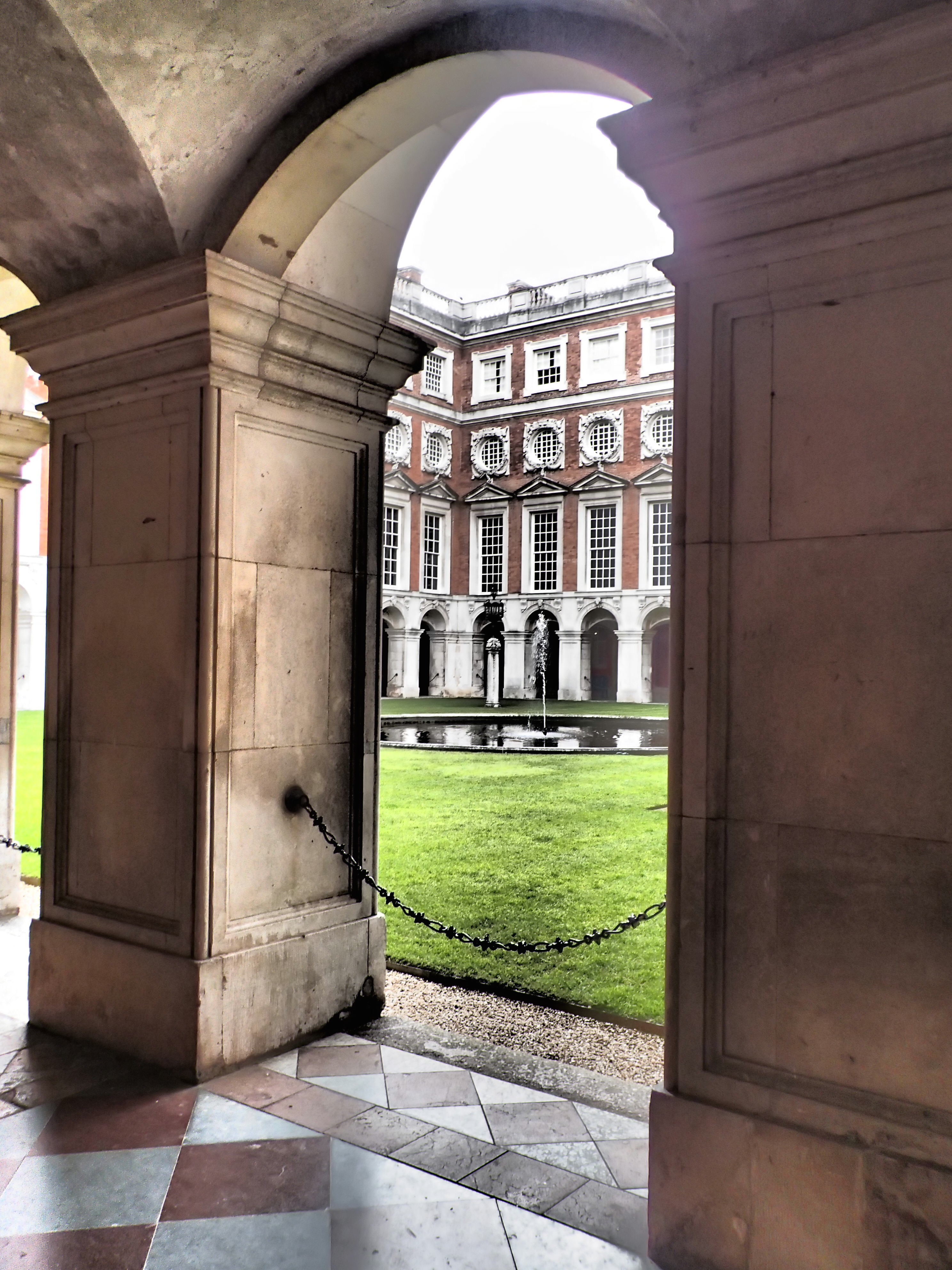
Golv i av ölandskalksten i Östra kolonnaden i Fountain Court i Hampton Court Palace i Storbritannien, lagt på 1690-talet

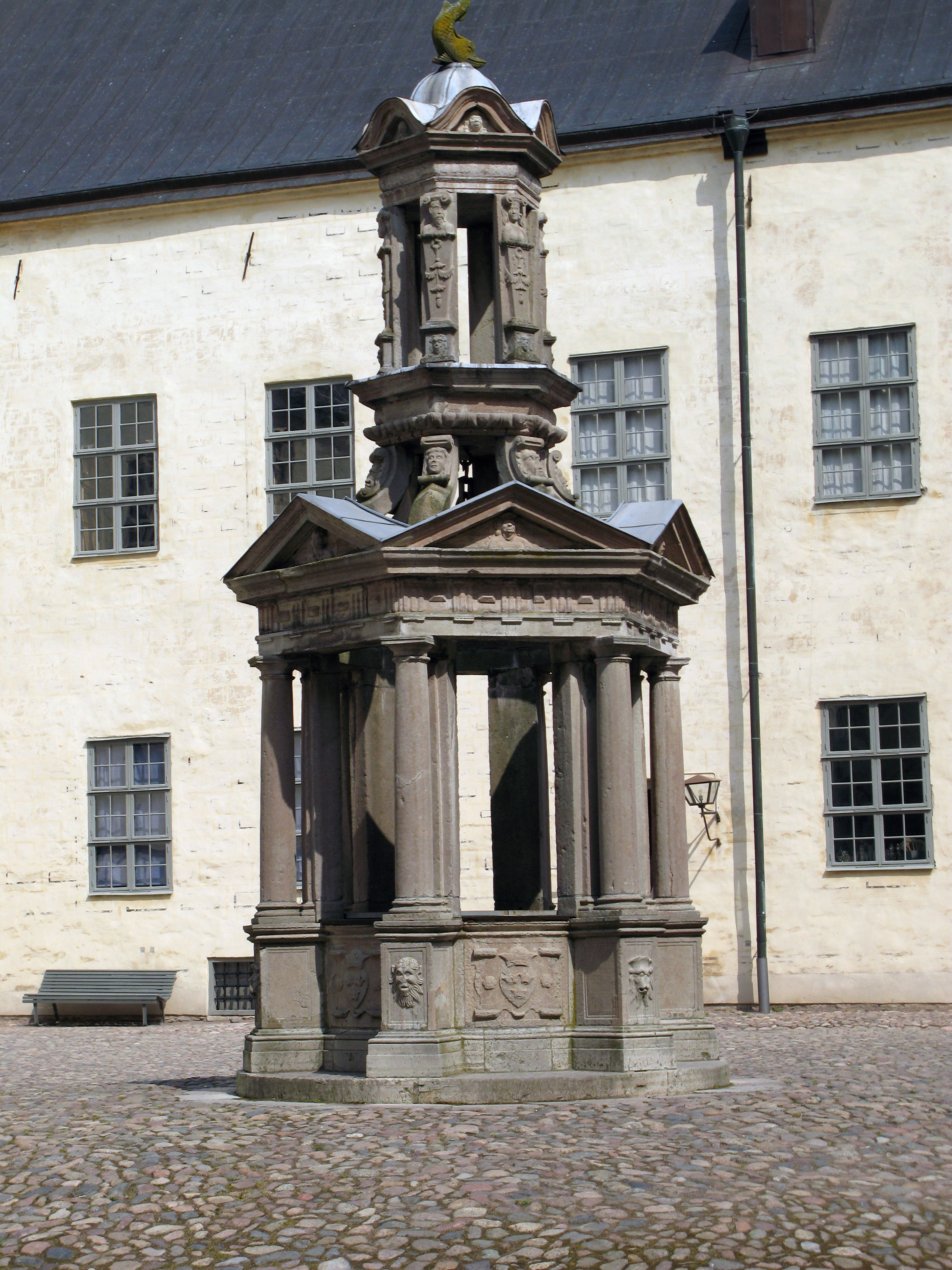
Brunnsöverbyggnad av ölandskalksten från 1578 på borggården på Kalmar slott. Brunnen grävdes i mitten av 1500-talet och är 7,6 m djup. För utformningen stod arkitekten Dominicus Pahr. Hantverket kom till i stenhuggarmästaren Roland Mackles verkstad.

Dälje stenhuggarby var en stenhuggarby på 1500- och 1600-talen på Horns udde i nuvarande Borgholms kommun på Öland, av vars bebyggelse det idag inte längre finns spår. Den exakta positionen  för stenhuggarbodarna är inte känd. Dälje hamn nämns sista gången 1690.
På Öland har brytning av kalksten skett från 1000-talet. Under Gustav Vasas och hans söners tid på 1500-talet var stenen populär hos kungamakten. Gustav Vasa besökte Horns kungsgård och imponerades av den brutna kalkstenen. Kungarna lät importera specialister från Holland och Tyskland för att bearbeta stenen, bland annat vid det kungliga stenhuggeriet Dälje. 
Dälje ligger på kalkstensklinten vid Horns Udde på Ölands västra kust mot Kalmarsund. Utskeppning av sten gjordes på koggar från en skyddad hamn i viken norr om udden, som senare troligen slammades igen.  Stenen som bröts var framför allt den hårda, röda kalkstenen. I verkstäderna mejslades fram  portaler, listverk och gravkor, bland annat till Stockholms slott, Borgholms slott och Kalmar slott. Verksamheten bedrevs av Kronan under ledning av Konungens stenhuggarmästare. Dessa avlönades genom fogdarna i Borgholm och på Horns kungsgård.